# جيليان بيكر
جيليان بيكر (بالإنجليزية: Jillian Becker)‏ هي كاتِبة جنوب أفريقية، ولدت في 2 يونيو 1932 في جوهانسبرغ في جنوب أفريقيا.

## وصلات خارجية
- جيليان بيكر على موقع IMDb (الإنجليزية)